# Nephrotoma helvetica
Nephrotoma helvetica là một loài ruồi trong họ Ruồi hạc (Tipulidae). Chúng phân bố ở miền Cổ bắc.